# Batalha de Ostia

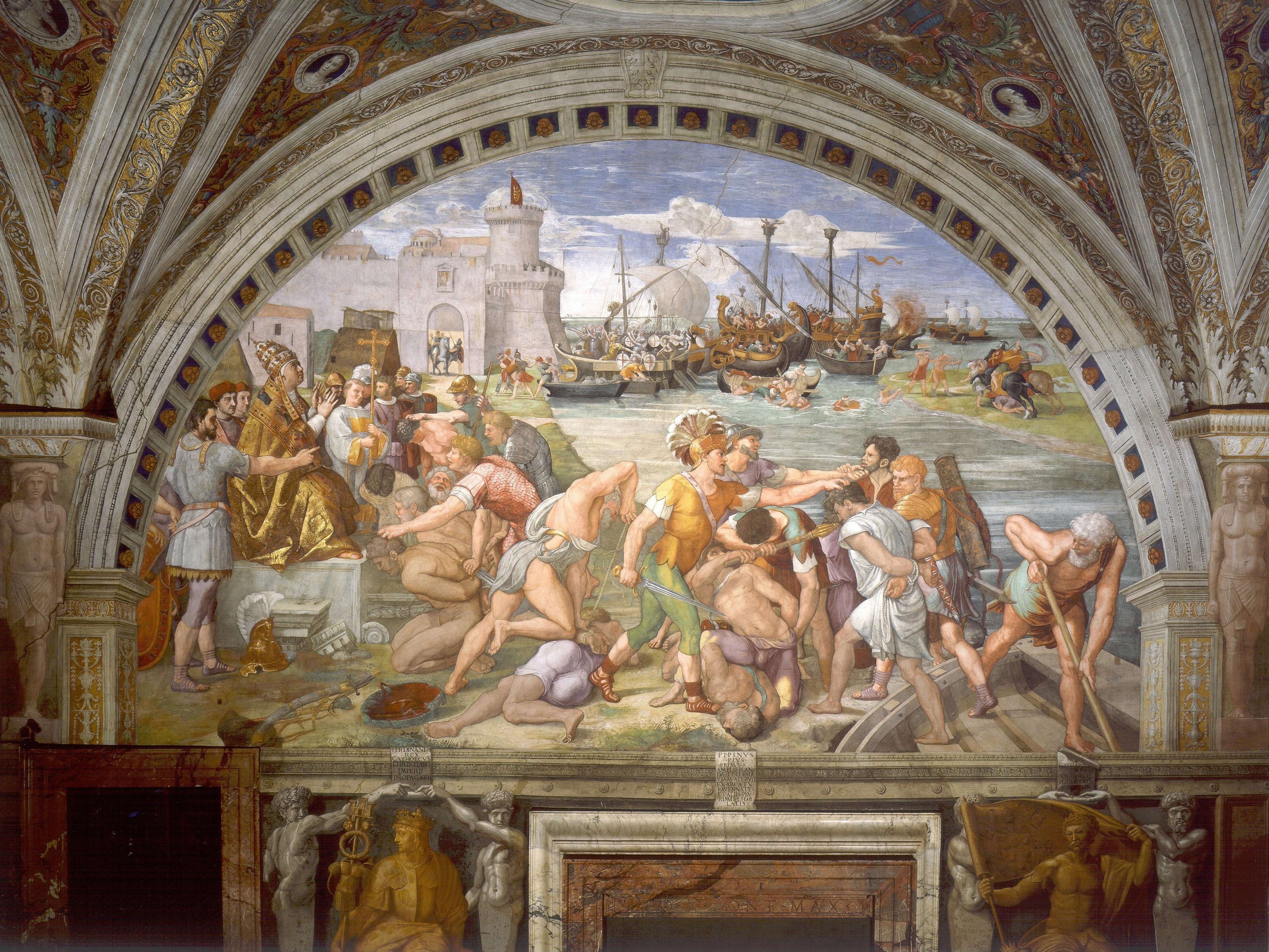
Rafael - A Batalha de Ostia;
(Salas de Rafael)

A Batalha de Ostia ocorreu em 849 no Mar Tirreno entre uma frota muçulmana e uma liga italiana de navios papais, napolitanos, amalfitanos e gaetanos. A batalha terminou a favor da liga italiana, que derrotou os muçulmanos. É um dos poucos eventos ocorridos no sul da Itália durante o século IX que ainda hoje é comemorado, em grande parte através das paredes com o nome de Leão e pela pintura renascentista Batalha de Ostia de Rafael.

## Contexto
A partir de 827, as forças muçulmanas iniciaram a conquista da Sicília e a partir de 835, os aglábidas começaram a fazer campanha no continente italiano. Suas invasões da Calábria e da Apúlia, bem como seus ataques a outras ilhas do Mediterrâneo central, foram provavelmente empreendidas como uma extensão da conquista da Sicília, com o objetivo de ajudar na conquista atacando posições da Itália bizantina na região. Roma foi invadida por uma força muçulmana em 846, embora não seja certo que os invasores tenham vindo do território Aghlabid.[3]: 26 [4]: 122  Outro ataque a Roma ocorreu em 849, levando à Batalha de Ostia.